# George Miller Calhoun
George Miller Calhoun (* 29. Januar 1886 in Lincoln, Nebraska; † 16. Juni 1942 in Berkeley) war ein US-amerikanischer Klassischer Philologe und Rechtshistoriker.

## Leben
Georg Miller Calhoun, der Sohn des Zeitungsredakteurs James Duncan Calhoun, studierte an der Stetson University (B.A. 1906) und an der University of Chicago (M.A. 1907). Dort wurde er 1911 bei Robert J. Bonner (1868–1946) promoviert.
Von 1911 bis 1917 war Calhoun Adjunct Professor of Greek an der University of Texas at Austin. 1917 wechselte er als Assistant Professor of Greek an die University of California, Berkeley, wo er später zum Associate Professor und zum Full Professor ernannt wurde. Von 1923 bis 1924 leitete er die gräzistische Abteilung, von 1939 bis zu seinem Tod das gesamte Department of Classics. Von 1924 bis 1933 war er Manager der University of California Press, 1941 Präsident der American Philological Association.
Seit seinem Studium in Chicago beschäftigte sich Calhoun mit dem attischen Gerichts-, Vereins- und Rechtswesen sowie der Wirtschafts- und Geschäftspraxis. Die Anregung dazu hatte ihm sein Doktorvater Robert J. Bonner gegeben, dessen eigene Arbeiten parallel zu denen seines Schülers erschienen.
Calhoun veröffentlichte zahlreiche Aufsätze in verschiedenen Zeitschriften (hauptsächlich Classical Philology und American Journal of Philology). Daneben schrieb er systematische Darstellungen seiner Forschungsgebiete in monografischer Form.

## Schriften (Auswahl)
- Athenian Clubs in Politics and Litigation. Houston 1912
- Should the teacher of Latin know Greek? Austin 1912 (University of Texas Bulletin, Nr. 225)
- The Business Life of Ancient Athens. Chicago 1926
- The Ancient Greeks and the Evolution of Standards in Business. Boston/New York 1926
- The Growth of Criminal Law in Ancient Greece. Berkeley 1927
- mit Catherine Delamere: A Working Bibliography of Greek Law. Cambridge 1927. Nachdruck Amsterdam 1968
- Introduction to Greek Legal Science. Oxford 1944